# H. Jon Benjamin
Henry Jon Benjamin (Worcester, Massachusetts; 23 de mayo de 1966) es un actor, actor de voz y cómico estadounidense. Alcanzó la fama encarnando al personaje de Sterling Archer en la serie televisiva Archer.

## Filmografía

### Cine y televisión
| Año           | Título                                               | Rol                                                                                     | Otras notas            |  |
| 1995          | Dr. Katz, Professional Therapist                     | Ben                                                                                     | Voz Escritor           |  |
| 1997          | The Jenny McCarthy Show                              |                                                                                         | Actor                  |  |
| 1997          | Science Court                                        |                                                                                         | voz                    |  |
| 1998          | Upright Citizens Brigade                             |                                                                                         | Voz                    |  |
| 1998          | Sex and the City                                     | Jeff                                                                                    | Actor Serie televisiva |  |
| 1998–2000     | Late Night with Conan O'Brien                        |                                                                                         | Escritor               |  |
| 1999          | Fantasma del Espacio de costa a costa                |                                                                                         |                        |  |
| 1999          | The Dick & Paula Celebrity Special                   |                                                                                         | Voz Escritor           |  |
| 1999–2004     | Home Movies                                          | Coach John McGuirk Jason Penopolis Walter                                               | Voz Escritor           |  |
| 2000          | Happy Accidents                                      | Reveler #1                                                                              | Actor                  |  |
| 2001          | Wet Hot American Summer                              | Can of Vegetables                                                                       | Actor                  |  |
| 2001–presente | Aqua Teen Hunger Force                               | Mothmonster man Mr. Sticks Mortimer Mango Master Shake (Last Last One Forever and Ever) | Voz                    |  |
| 2002          | Saddle Rash                                          | Gummy Tommy Morgan                                                                      | Voz                    |  |
| 2002          | Martin & Orloff                                      | Keith                                                                                   | Actor                  |  |
| 2002          | Not Another Teen Movie                               | Entrenador                                                                              | Actor                  |  |
| 2004          | New York Minute                                      | Vendedor                                                                                | Actor film             |  |
| 2004–2006     | Cheap Seats: Without Ron Parker                      | Rabino Marc Shalowitz Score Settler Beamy                                               | Actor Serie televisiva |  |
| 2004–2006     | O'Grady                                              | Kevin Harnisch Iris Philip                                                              | Voz                    |  |
| 2005          | Rescue Me                                            | Gary                                                                                    | Actor Serie televisiva |  |
| 2005          | Bleach                                               |                                                                                         | Voz                    |  |
| 2005–2007     | Lucy, The Daughter of the Devil                      | Satan Special Father #1                                                                 | Voz                    |  |
| 2006          | Freak Show                                           | Tuck                                                                                    | Escritor Voz           |  |
| 2006–2008     | Assy McGee                                           | The Mayor Various characters                                                            | Voz Escritor           |  |
| 2006–2009     | Los hermanos Venture                                 | El Maestro                                                                              | Voz                    |  |
| 2006–presente | Padre de familia                                     | Carl                                                                                    | Voz                    |  |
| 2007          | The Ten                                              | Lying Rhyno                                                                             | Voz Película           |  |
| 2007          | Aqua Teen Hunger Force Colon Movie Film for Theaters | Agente de la CIA #1                                                                     | Voz                    |  |
| 2007–presente | WordGirl                                             | Reginald                                                                                | Voz                    |  |
| 2007–presente | Human Giant                                          |                                                                                         | Actor Escritor         |  |
| 2009–presente | Important Things with Demetri Martin                 |                                                                                         | Escritor               |  |
| 2009–presente | Archer                                               | Agente Sterling Archer                                                                  | Voz                    |  |
| 2009–presente | Michael and Michael Have Issues                      | Larry                                                                                   |                        |  |
| 2009–presente | Aqua Teen Hunger Force                               | Master Shake                                                                            | 1 episodio             |  |
| 2009–presente | Parks and Recreation                                 | Scott Braddock                                                                          |                        |  |
| 2009–presente | Something, Something, Something, Dark Side           | Yoda                                                                                    | Voz                    |  |
| 2010          | Soul Quest Overdrive                                 | Mortimer                                                                                | Coescritor Voz         |  |
| 2011-presente | Bob's Burgers                                        | Bob                                                                                     | Voz                    |  |